# Ying Ruocheng
Ying Ruocheng (chinesisch 英若诚, Pinyin Yīng Ruòchéng; * 27. Dezember 1929 in Peking, Volksrepublik China; † 27. Dezember 2003 ebenda) war ein chinesischer Übersetzer, Film- und Theaterschauspieler und Politiker. Sein Enkel Rudi Ying ist professioneller Eishockeyspieler.

## Biographie
Ying wurde in eine einflussreiche chinesische Familie hinein geboren. Sein Großvater, Vincentius Ying, war 1902 Gründer der Tageszeitung Ta Kung Pao und 1924 einer der zahlreichen Universitäten von Peking. Yings Vater war Englisch-Professor und lehrte in Peking.
Ying wuchs, sowohl mit chinesischen als auch mit westlichen Werten, in einem Palast der Mandschurei auf. Als 1937 der Krieg Chinas gegen Japan ausbrach, musste die Familie Ying fliehen. Sein Vater wurde zweimal interniert, und musste, um sich freizukaufen, viel Geld aufbringen. Ying wurde während seiner Jugend sowohl von der Mittelschule, aber auch von einer Missionarsschule in Tianjin geworfen; die Schauspielerei war seine einzige Leidenschaft.
1946 bis 1950 studierte Ying Westliche Literatur an der Tsinghua-Universität, wo er Mitglied einer Theatergruppe war. Hier machte er auch die Bekanntschaft mit Wu Shiliang, die er 1949 heiratete.
1949 sah er seinen Vater zum letzten Mal, der wegen des Taiwan-Konflikts in einem letzten Flugzeug nach Taiwan ausgeflogen wurde. Bis 1952 blieb der Kontakt in Briefen noch aufrecht, bis dieser abbrach. Später erfuhr Ying, dass sein Vater 1969 verstorben war.
1950 traten Ying wie auch seine Frau dem Pekinger Theater des Volkes bei, dem bald darauf bekanntesten in China. 1958 feierte Ying mit Lao Shes Theaterstück Teahouse Premiere, das sein bekanntestes Stück werden sollte. 1964 debütierte Ying als Schauspieler auch vor der Kamera. In Baiqiuen dai fu (engl.: Dr. Bethune) verkörperte er den Sekretär des kanadischen Arztes Norman Bethune. Der Film fiel jedoch der Zensur von Jiang Qing zum Opfer; daher fand die Premiere erst 1977 statt.
1968 wurde das Ehepaar Ying verhaftet. Die beiden bekannten Opfer der Kulturrevolution mussten drei Jahre im Gefängnis verbringen. Selbst ihre beiden Kinder fielen den Repressalien zum Opfer. Ihre Tochter, Ying Xiaole, wurde in ein Zwangsarbeitslager in die Innere Mongolei geschickt; ihr Sohn, Ying Da, zu diesem Zeitpunkt erst acht Jahre alt, wurde sich selbst überlassen, und musste betteln gehen.
Erst 1976, nach Ende der Revolution, begann sich das Leben der Yings zu normalisieren. Mit seinem Stück Teahouse, welches es 1978 uraufführte, begann er sogar eine Welttournee, die ihn nach Westdeutschland, Frankreich und die Schweiz und zuletzt nach Großbritannien und die USA führte. Das Stück, obwohl in Chinesisch gespielt, wurde ein überragender Erfolg.
Ying, der fließend Englisch sprach, begann Stücke von Shakespeare ins Chinesische zu übersetzen, und machte diese in seiner Heimat bekannt. Auch begann er Stücke zu inszenieren, so unter anderem an der University of Missouri in Kansas City, wo er 1982 als Gastprofessor tätig war.
1982, nach 18 Jahren Pause, stand er in Marco Polo einer vierteiligen Miniserie als Kublai Khan erneut vor der Kamera. Er sollte Ying zu internationaler Bekanntheit verhelfen. 1987 wirkte er in Bernardo Bertoluccis Der letzte Kaiser mit.
1986 wurde Ying überraschend zum Vize-Kulturminister ernannt und übte diese Funktion bis 1990 aus. Er verfügte unter anderem, dass Politik zwar kritisieren dürfe, aber nie Theaterstücke zensieren. Während dieser Zeit, 1988, starb seine Frau.
1993 stand er zum letzten Mal vor der Kamera, als Norbu Lama in Little Buddha. Hervorzuheben ist die Tatsache, dass er als Chinese einen Tibeter verkörperte, und selbst vom Dalai Lama für seine Performance gelobt wurde.
Ying, der die letzten Jahre zurückgezogen lebte, starb an seinem 74. Geburtstag an Leberversagen.

## Übersetzungen

### Englisch–Chinesisch
- Arthur Miller: Tuīxiāoyuán zhī sǐ 推销员之死 (Death of a salesman and other plays).
- Alexej Surow: Mòsīkē shǔguāng 莫斯科曙光 (Down over Moscow / Рассвет над Москвой), 1951.
- William Shakespeare: 《请君入瓮》 (Measure for Measure).
- George Bernard Shaw: 《芭巴拉少校》 (Major Barbara).
- Peter Shaffer: 《上帝的宠儿》 (Amadeus).
- K. S. Stanislawski: Àosèluó dǎoyǎn jìhuà 《奥瑟罗导演计划》 (Stanislavski Produces Othello).
- Herman Wouk: Huábiàn 《哗变》 (The Caine Mutiny).

### Chinesisch–Englisch
- Ba Jin: The Family (Jiā 《家》).
- Jǐn Yún 锦云: Uncle Doggie’s Nirvana (Gǒu’éryé nièpán 《狗儿爷涅槃》).
- Lao She: Teahouse (Cháguǎn 《茶馆》).

### Sammelausgabe
- Yīng Ruòchéng míngjù yì cóng 英若诚名剧译丛. Zhōngguó duìwài fānyì chūbǎn gōngsī 中国对外翻译出版公司, Beijing 1999.